# 古緬齊 (留波姆區)
51°23′8″N 24°3′8″E / 51.38556°N 24.05222°E
古緬齊（烏克蘭語：Гуменці），是烏克蘭的村落，位於該國西部沃倫州，由科韋利區負責管轄，面積0.08平方公里，海拔高度172米，2001年人口149，人口密度每平方公里1,910.26人。